# Ocell de tempesta gorjablanc
L'ocell de tempesta gorjablanc (Nesofregetta fuliginosa) és una espècie d'ocell de la família dels oceanítids (Oceanitidae) d'hàbits pelàgic que cria a esquerdes de les roques i caus a illes del Pacífic: Vanuatu, Samoa, Fènix, de la Línia, Tubuai, Marqueses i Sala y Gómez. Es dispersa pel Pacífic Sud, cap al nord, fins a les illes Marshall. És l'única espècie del gènere Nesofregetta Mathews, 1912.